# زیست‌آوایی

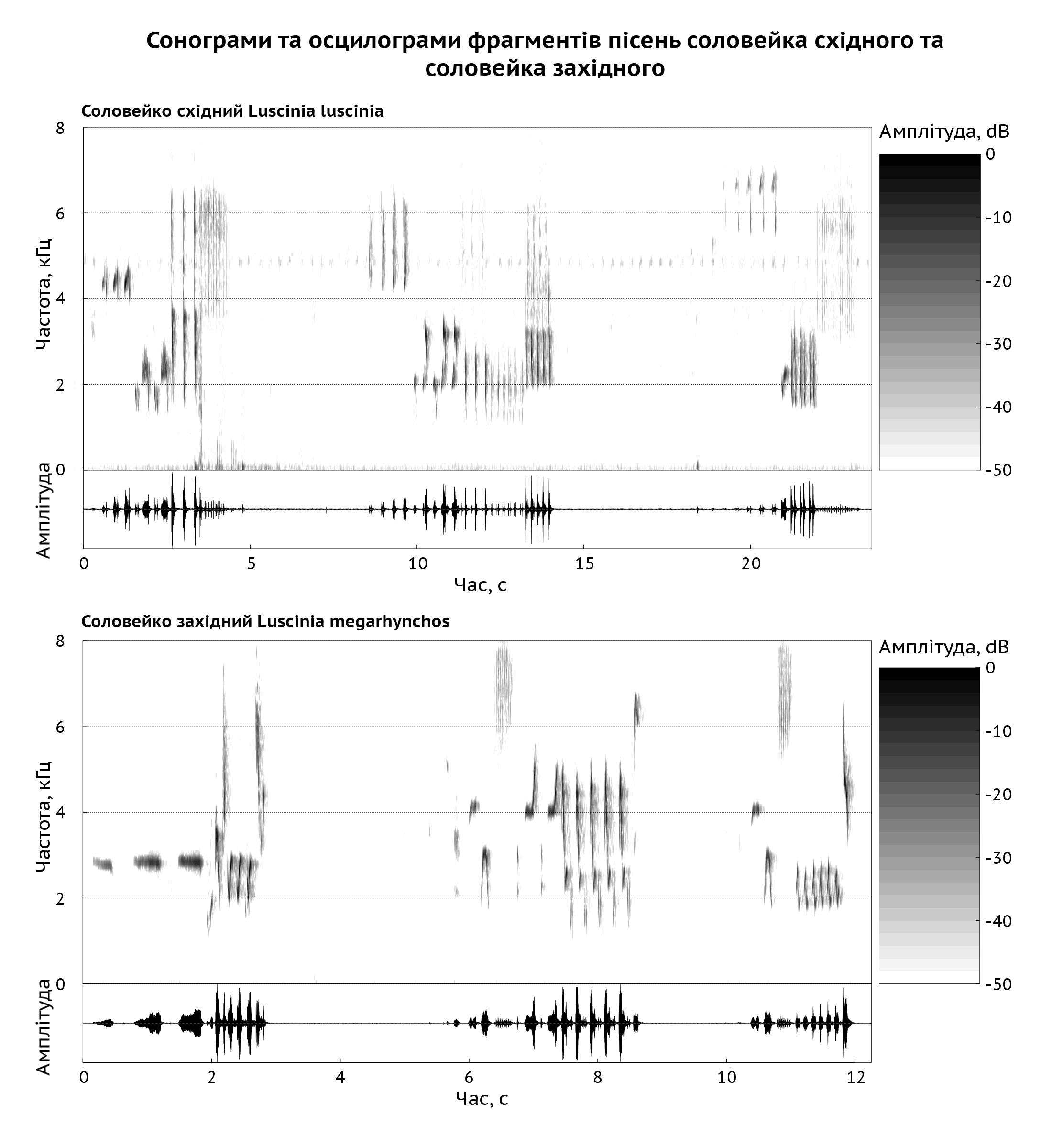
سونوگرافی بلبل خالدار (Luscinia luscinia) و بلبل هزاردستان (Luscinia megarhynchos) به تشخیص قطعی این دو گونه کمک می‌کند.

زیست‌آوایی یا بیوآکوستیک (به انگلیسی: Bioacoustics) یک علم میان‌رشته‌ای است که زیست‌شناسی و صوت‌شناسی را با هم ترکیب می‌کند. معمولاً به بررسی تولید، پراکندگی و دریافت صدا در جانوران (و از جمله در انسانها) اشاره دارد. این موضوع شامل مبانی فیزیولوژی عصبی و کالبدشناسی تولید و تشخیص صدا، و ارتباط سیگنال‌های صوتی با محیطی است که از طریق آنها پخش می‌شود. این یافته‌ها سرنخ‌هایی در مورد تکامل مکانیسم‌های آوایی و تکامل جانورانی که از آنها استفاده می‌کنند، ارائه می‌کند.

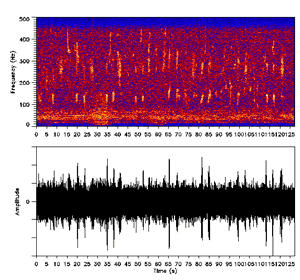
طیف‌نگار (بالا) و نوسان‌نگار (زیر) صداهای نهنگ گوژپشت

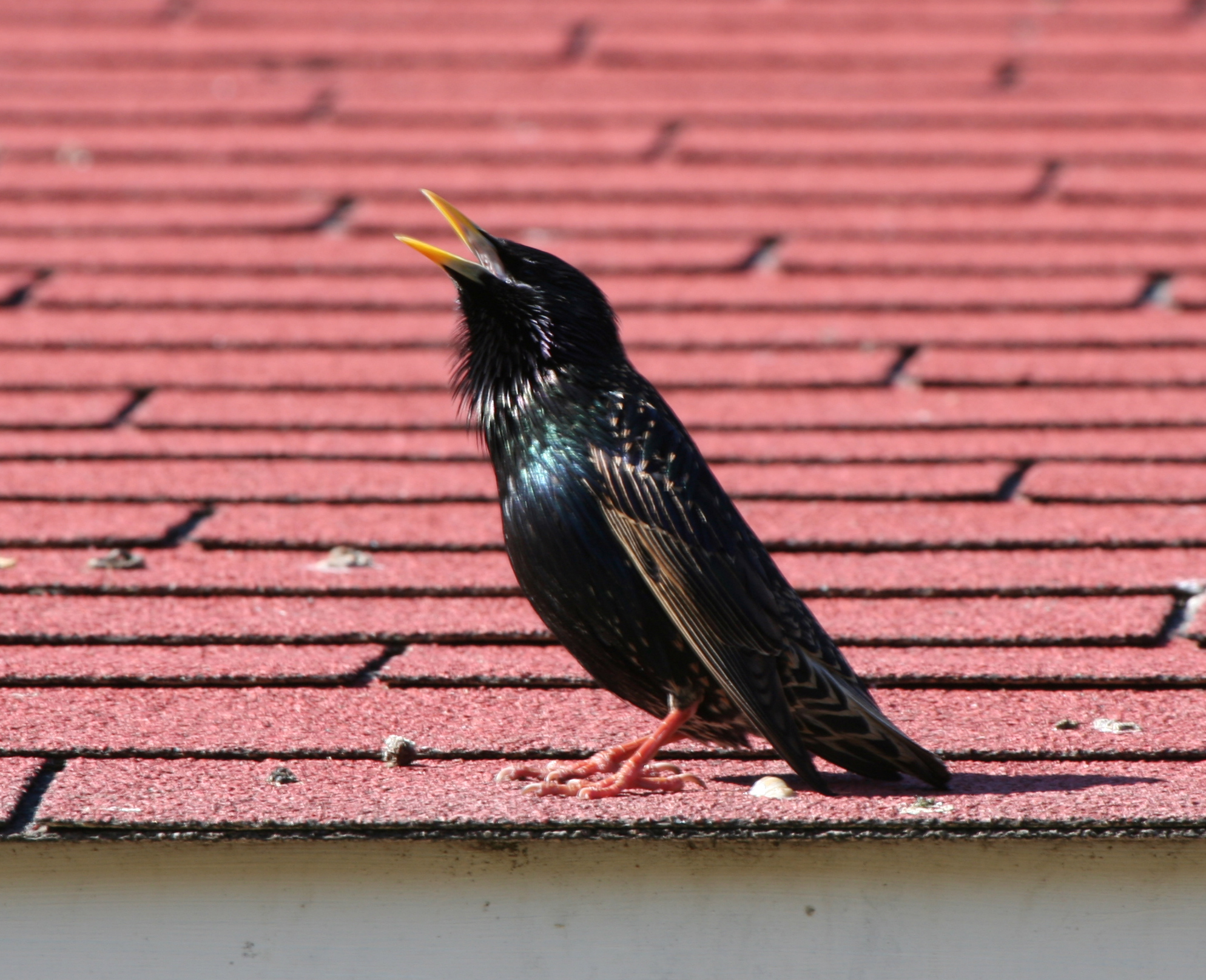
آواز سار اروپایی